# Vaiamonte
Vaiamonte ist eine Gemeinde (Freguesia) im portugiesischen Kreis Monforte. In ihr leben 585 Einwohner (Stand 19. April 2021).